# Shergarh (ort i Indien, Uttar Pradesh)
Shergarh är en ort i Indien.   Den ligger i distriktet Bareilly och delstaten Uttar Pradesh, i den norra delen av landet, 210 km öster om huvudstaden New Delhi. Shergarh ligger 184 meter över havet och antalet invånare är 14 076.
Terrängen runt Shergarh är mycket platt. Runt Shergarh är det tätbefolkat, med 735 invånare per kvadratkilometer. Närmaste större samhälle är Baheri, 18,6 km nordost om Shergarh. Trakten runt Shergarh består till största delen av jordbruksmark.